# Kammerloh (Waakirchen)
Kammerloh ist ein Gemeindeteil der Gemeinde Waakirchen im oberbayerischen Landkreis Miesbach.

## Geographie
Der Weiler liegt östlich des Hauptortes Waakirchen an der Kreisstraße MB 6. Nördlich des Ortes verläuft die B 472 und südlich die Staatsstraße 2365.

## Baudenkmäler

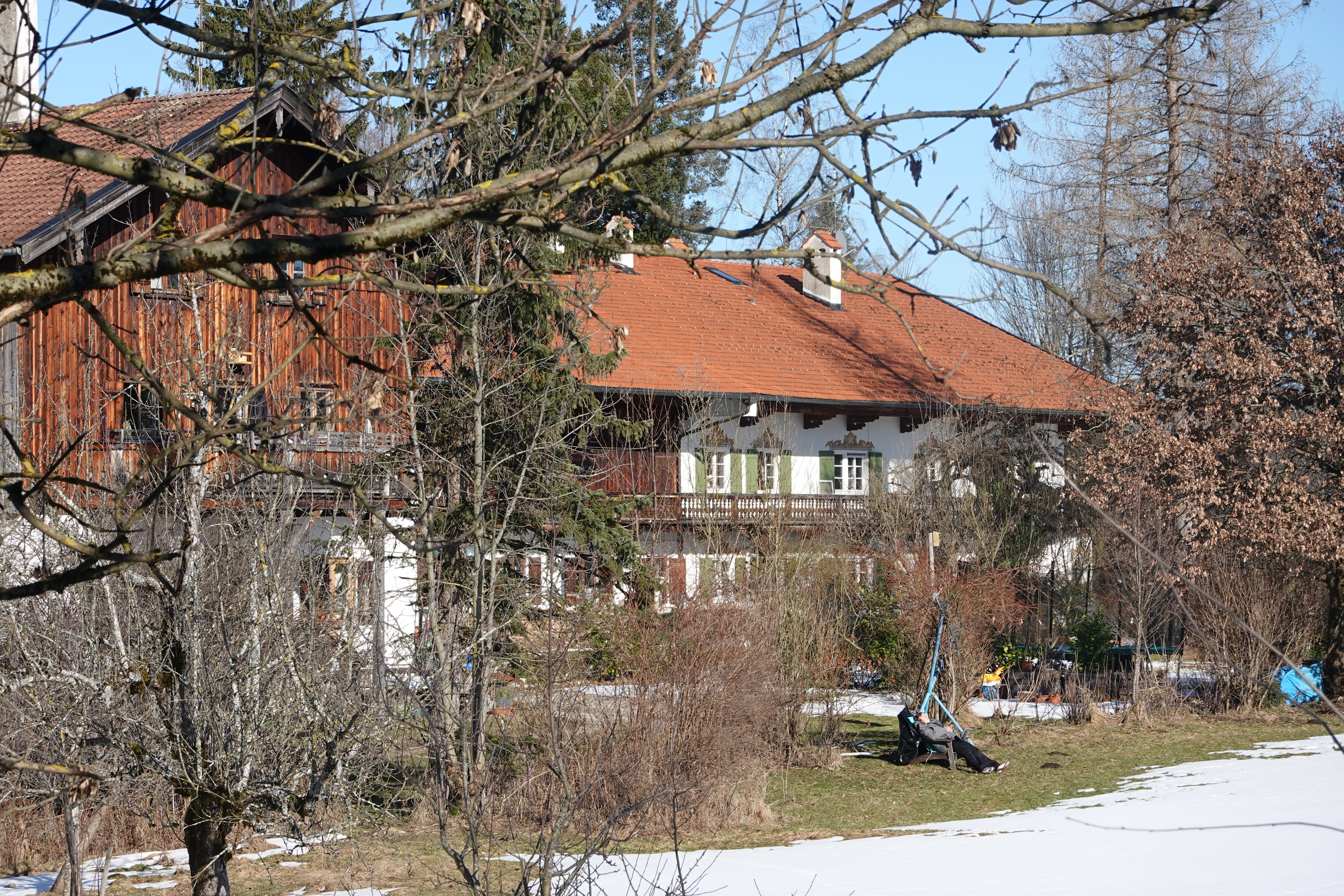
Gutshaus in Kammerloh (2022)

In der Liste der Baudenkmäler in Waakirchen sind für Kammerloh drei Baudenkmäler aufgeführt, darunter
- der 1924–29 erbaute Gutshof (Kammerloh 2), eine stattliche Einfirstanlage mit Flachsatteldach und villenartigem Wohnteil im Heimatstil, mit Eckerkern, umlaufender Laube, teilverschalter Giebellaube und Lüftlmalereien.